# Sphaeronema californicum
Sphaeronema californicum är en rundmaskart. Sphaeronema californicum ingår i släktet Sphaeronema och familjen Tylenchulidae. Inga underarter finns listade i Catalogue of Life.